# Cholovocera formicaria
Cholovocera formicaria là một loài bọ cánh cứng trong họ Endomychidae. Loài này được Motschulsky miêu tả khoa học năm 1838.